# Ringarum
Ringarum is een plaats in de gemeente Valdemarsvik in het landschap Östergötland en de provincie Östergötlands län in Zweden. De plaats heeft 605 inwoners (2005) en een oppervlakte van 91 hectare.